# Sikorsky SH-3 Sea King
O Sikorsky SH-3 Sea King é um helicóptero anfíbio médio que pode realizar missões de transporte, salvamento e resgate e guerra antissubmarino. Desenvolvido pela estadunidense Sikorsky, é denominado pela fabricante como S-61 e pela marinha americana como H-3. A designação SH-3 se refere especificamente a versão naval, função que esteve presente desde o início de seu projeto, especificamente a guerra antissubmarino. Foi um dos primeiros helicópteros a usar motores turboeixo.
Diversas versões foram desenvolvidas a partir da plataforma, inclusive como AWACS (Sistema Aéreo de Alerta e Controle). Foi fabricado sob licença pela Mitsubishi e AgustaWestland.
Vem sendo substituído gradualmente por outras aeronaves, como o Sikorsky SH-60 Seahawk.

## Histórico operacional
O SH-3, fabricado pela Sikorsky nos Estados Unidos, teve seu primeiro voo em 11 de março de 1959. Ele foi introduzido na Marinha dos Estados Unidos em 1961 e permaneceu em operação até 2006.

### Marinha do Brasil
No Brasil, os SH-3 chegaram em 28 de abril de 1970 a bordo do USS America (CV-66), todos do modelo SH-3D. Sua chegada tinha como objetivo renovar o 1.º Esquadrão de Helicópteros Antissubmarino, substituindo as aeronaves Sikorsky SH-34J (S-58) utilizadas até 1974.
Entre 1970 e 1984, o 1.º Esquadrão de Helicópteros Antissubmarino recebeu 10 unidades da versão SH-3D. Em 1984, a Marinha recebeu 4 helicópteros SH-3A da italiana AgustaWestland. 3 anos depois, em 1987, essas 4 unidades seriam enviadas de volta à Itália para modernização e capacitação para o uso do míssil francês Exocet.
O Sea King operou tanto no porta-aviões NAeL Minas Gerais (A-11), quanto no NAe São Paulo (A-12).
No dia 13 de maio de 1996, a Marinha do Brasil recebeu seis helicópteros SH-3, que estavam equipados com sonares de tecnologia avançada. Essas aeronaves foram recebidas na Estação Aeronaval de Pensacola, localizada na Flórida, Estados Unidos, e posteriormente transportadas para o Brasil a bordo do NAeL Minas Gerais. Após sua chegada, esses helicópteros foram oficialmente designados como SH-3B.
O SH-3 serviu a Marinha do Brasil de 1970 a 2020, quando foi totalmente substituído pelo SH-16 Seahawk.

## Operadores

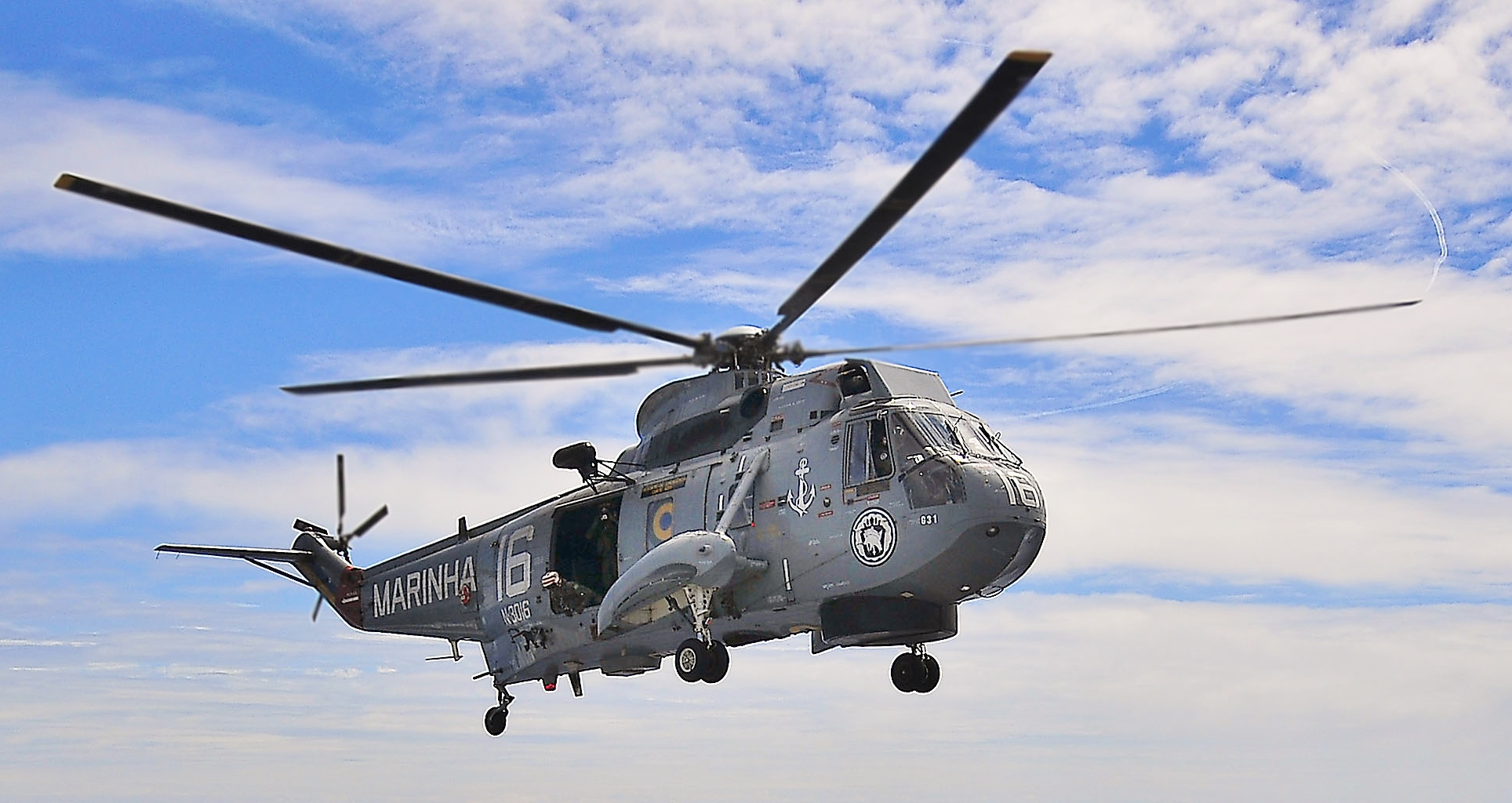
Um SH-3 da Marinha do Brasil

### Atualmente
Argentina
- Aviação Naval Argentina[25]

 Índia
- Marinha Indiana[25]

 Indonésia
- Agência Nacional para a Administração de Desastres[26][27][28]

 Irão
- Marinha do Irã[25]

 Peru
- Marinha do Peru[25]

 Estados Unidos

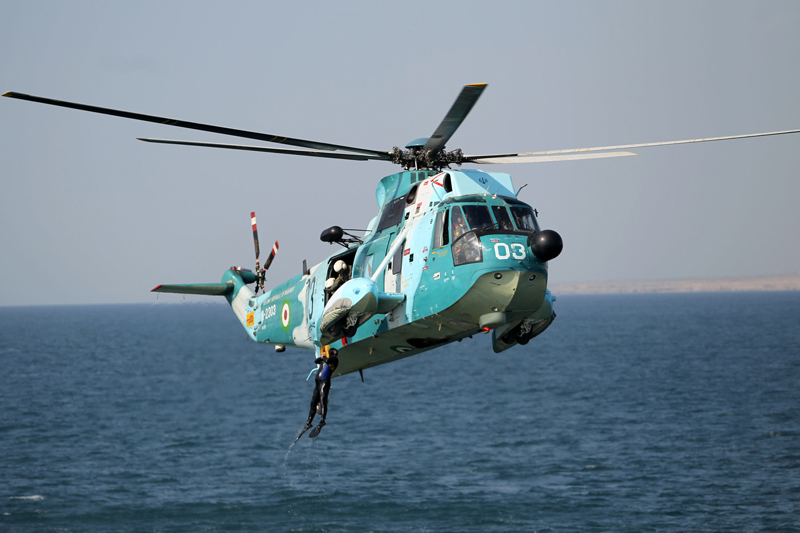
Um SH-3 iraniano, 2012

- Corpo de Fuzileiros Navais dos Estados Unidos[29]
  - HMX-1[29]

 Venezuela
- Exército Nacional da Venezuela[25]

### Aposentado
Brasil
- Marinha do Brasil[25]

 Canadá
- Marinha Real Canadense[30]

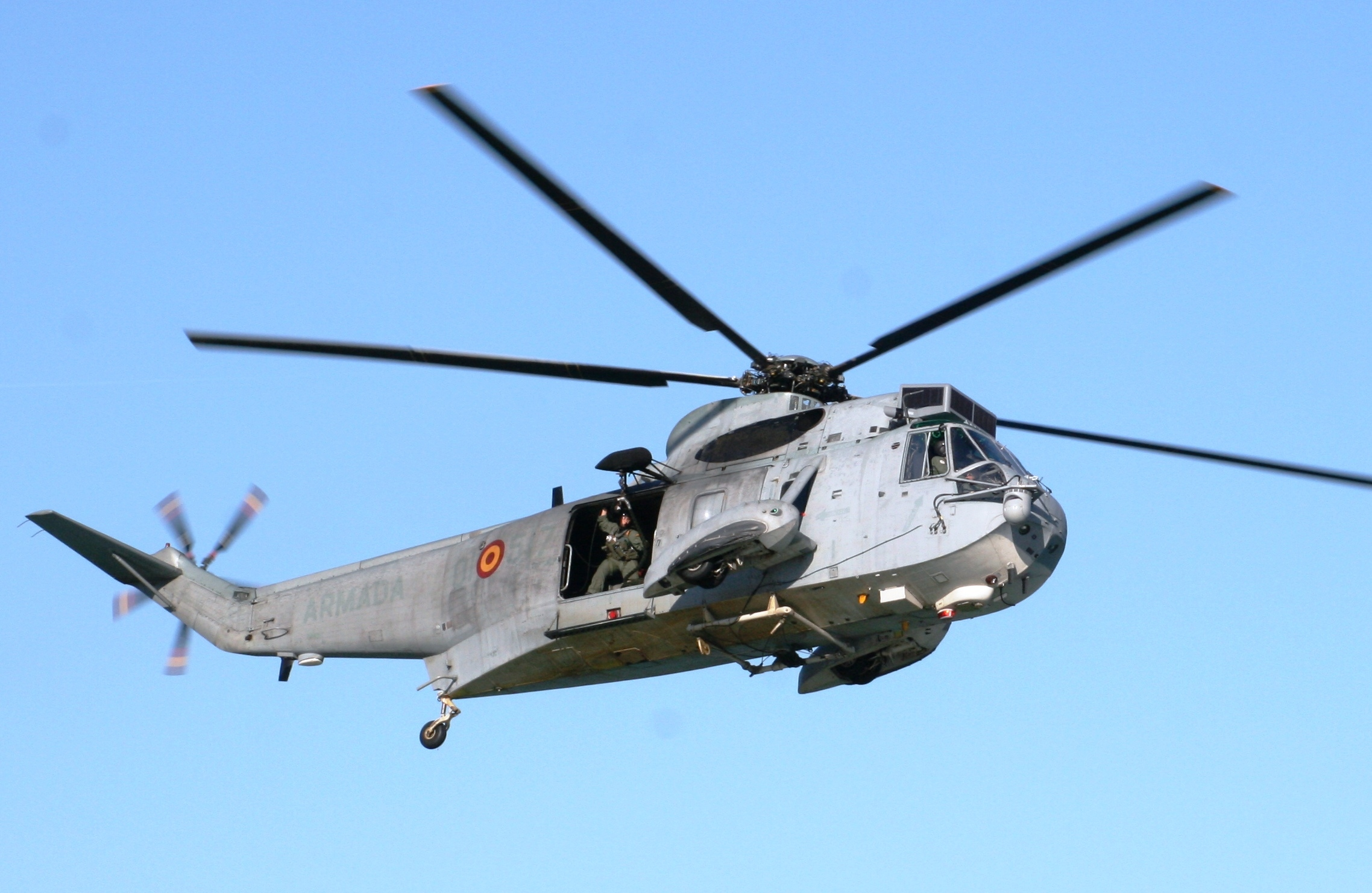
SH-3H da Armada Espanhola, 2009

- Real Força Aérea Canadiana – aposentado em dezembro de 2018[31]

 Dinamarca
- Força Aérea Real Dinamarquesa[32][33][34]

 Iraque
- Força Aérea do Iraque[35]

 Itália
- Força Aérea Italiana[36] – aposentado em setembro de 2014[37]
- Marinha Militar Itália[25] – aposentado em junho de 2013[38]

 Japão

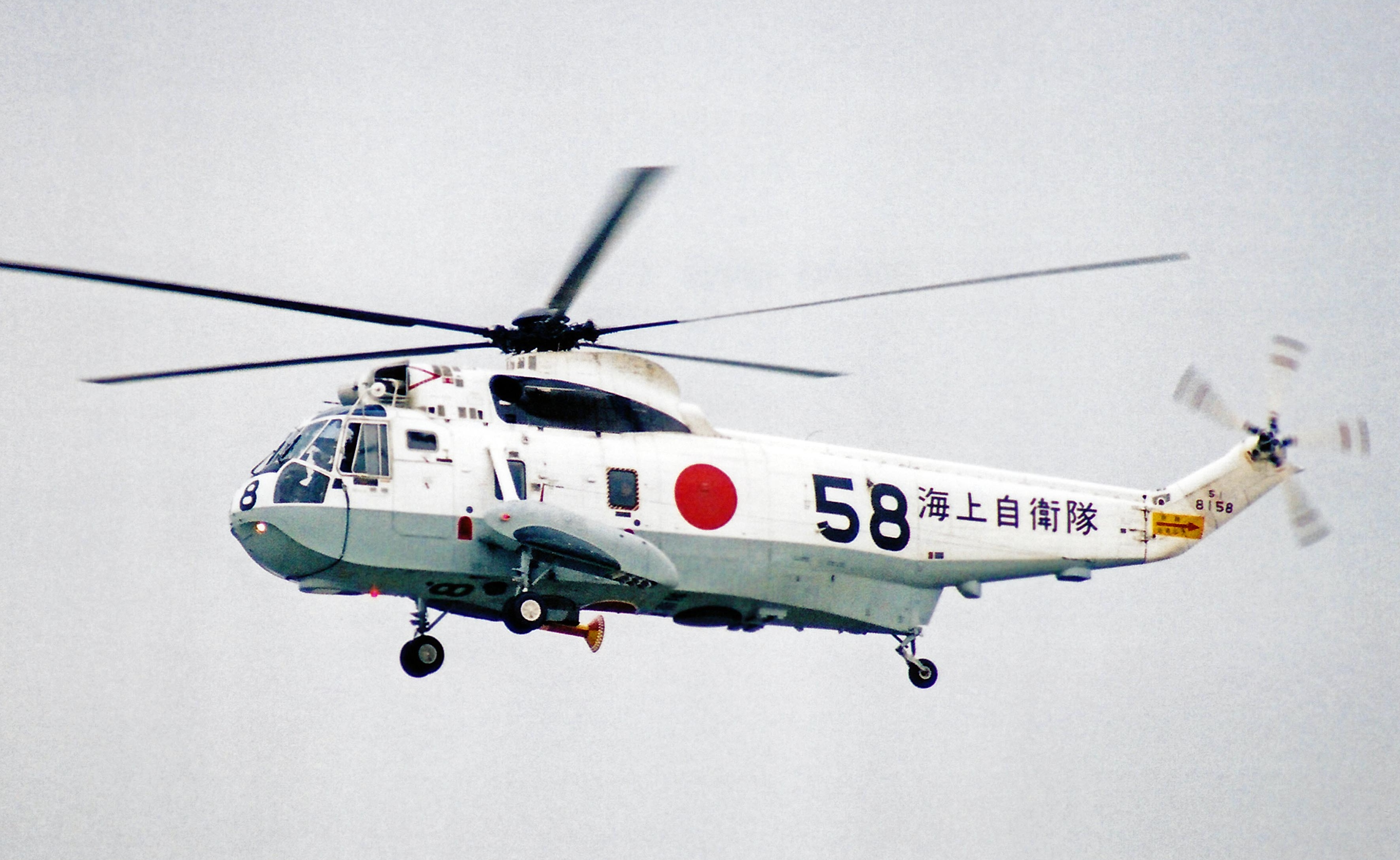
Um S-61 da Força Marítima de Autodefesa do Japão

- Força Marítima de Autodefesa do Japão[39][40]

 Arábia Saudita
- Força Aérea da Arábia Saudita[41]

 Espanha
- Armada Espanhola[25]

 Estados Unidos
- L.A. County Sheriff's Department[42][43]
- Marinha dos Estados Unidos[44]

## Especificações

Três vistas do Sea King

Dados retirados de Jane's All the World's Aircraft 1979-80, Air International e U.S. Navy Fact File

### Características gerais
- Tripulação: 2 pilotos + 2 operadores de sonar
- Capacidade: (S-61A) 26 soldados, ou 15 macas, ou 12 passageiros VIP
- Comprimento: 16,69 m
- Largura: 4,98 m (rotores dobrados)
- Altura: 5,13 m
- Peso vazio: 11.865 lb (5.382 kg)
- Peso máximo de decolagem: 18.626 lb (8.449 kg) (missão antissubmarina)
- Peso máximo de decolagem: 21.500 lb (9.752 kg)
- Unidade de potência: 2 motores turboeixo General Electric T58-GE-10, 1.044 kW cada[46]
- Diâmetro do rotor principal: 18,90 m
- Área do rotor principal: 280,5 metros quadrados
- Seção da pá: NACA 0012[47]

### Desempenho
- Velocidade máxima: 144 kn (166 mph, 267 km/h)
- Velocidade de cruzeiro: 118 kn (136 mph, 219 km/h) para alcance máximo
- Alcance: 542 nm (625 mi, 1.005 km) com combustível máximo, 10% de reservas
- Teto operacional: 14.700 ft (4.480 m)
- Razão de subida: 2.200 ft/min (11,2 m/s) ao nível do mar